# Nuova Pallacanestro Gorizia
La Nuova Pallacanestro Gorizia è stata la principale società di pallacanestro maschile di Gorizia, attiva fino al 2010, anno della mancata iscrizione al campionato di Serie C Dilettanti. Ha ereditato la storia dell'Unione Ginnastica Goriziana, che giocò varie stagioni nella massima serie e vinse a livello giovanile 2 campionati nazionali juniores (1966-1971) ed 1 trofeo nazionale ragazzi (1970).

## Storia

La Zoppas Goriziana 1961-62

L'Unione Ginnastica Goriziana fu fondata nel 1868 quando Gorizia faceva parte dell'Impero asburgico. La prima partita ufficiale di pallacanestro (secondo gli archivi) venne giocata in città il 24 maggio 1920 e da allora il basket divenne un'attività ricreativa praticata all'aperto e su terreni in terra battuta.
Nel 1934 nacque ufficialmente la sezione Pallacanestro dell'Unione Ginnastica Goriziana (U.G.G.) che 10 anni dopo arriva al primo campionato nazionale (1944/1945) e l'anno successivo alla prima serie A (a quel tempo ancora divisa per raggruppamenti regionali).
Dopo una fugace apparizione nei campionati del dopoguerra, nel campionato di serie B 1951-1952 arrivò seconda ottenendo la promozione e quindi prese parte per la prima volta alla Serie A (non più divisa per raggruppamenti regionali) nel 1952-53, retrocedendo due stagioni dopo nel 1953-54.
Dopo un lungo sali-scendi, la squadra mantenne il suo posto tra Serie A1 e Serie A2 per quindici anni. In questi anni, la Goriziana gioca anche in Coppa Korać, giungendo ai quarti di finale.
Nel 1989-90 la squadra isontina retrocede in Serie B1, per poi ritornare nel campionato cadetto nel 1994-95. Nel 1998-99 i biancoblu giocano per l'ultima volta in Serie A1: al termine della stagione cedono il titolo a Pesaro e sono costretti a ripartire dalla B1 grazie al trasferimento a Gorizia dell'Associazione Pallacanestro Udinese APU di Massimo Paniccia. Al termine della stagione 2006-07, Gorizia retrocede in Serie B2. Nella stagione 2007-2008 si salva vincendo 2-0 al primo turno play-out contro la rivale storica, Trieste. Al termine della stagione 2008-09 la squadra retrocede in Serie C1.
Nel settembre 2010, alla vigilia della prima giornata, con notevole ritardo sulla tabella di marcia, la società comunica la rinuncia a prendere parte al campionato di Serie C1 per mancanza di sponsorizzazione. Scompare così, dopo un ultimo decennio vissuto senza nessuna soddisfazione sul campo e senza alcun tipo di programmazione societaria, a 76 anni dalla fondazione da ogni campionato cestistico italiano.
L'attività prosegue solo con il minibasket con il logo UGG nella storica palestra e sede societaria cittadina di Via Giovanni Rismondo.

## Riepilogo storia
| LA STORIA         | serie A ed A1 | serie A2 | Coppa Italia     | Coppa Korac      |
| ----------------- | ------------- | -------- | ---------------- | ---------------- |
| Partecipazioni    | 27            | 14       | 13               | 1                |
| Miglior risultato | 7°            | 1°       | quarti di finale | quarti di finale |
| Partite giocate   |               |          | 44               | 8                |
| Partite vinte     |               |          | 15               | 4                |

## Palmarès
- campionati italiani giovanili di pallacanestro:

2 juniores (1966-1971) ed 1 trofeo ragazzi (1970)
- 1 campionato di Serie A2 nel (1979-1980)

## Sponsor
- Zoppas (1961-1962)
- Birra Splügen Brau (1966-1970)
- Patriarca (1975-1976)
- Ceramiche Pagnossin (1976-1980)
- Taiginseng (1980-1981)

Chuck Aleksinas in canotta San Benedetto – sponsor tra i più longevi della squadra – nella stagione 1988-89

- Fonte San Benedetto (1981-1984, 1988-1990)
- Segafredo (1984-1988)
- Brescialat (1992-1996)
- Dinamica (1996-1998)
- SDAG (1998-1999)

## Record individuali
| ATLETA            | PRESENZE |
| ----------------- | -------- |
| Alberto Ardessi   | 441      |
| Moreno Sfiligoi   | 253      |
| Sergio Biaggi     | 177      |
| Michele Mian      | 177      |
| Roberto Bullara   | 172      |
| Livio Valentinsig | 169      |
| Luciano Borsi     | 155      |
| Elvio Pieric      | 144      |
| Davide Turel      | 139      |
| Rino Bruni        | 136      |

## Record di squadra
| RECORD          | NUMERI           | STAGIONE-SERIE | GARA                                               |
| --------------- | ---------------- | -------------- | -------------------------------------------------- |
| Spettatori      | 5.085            | 97/98 A2       | Dinamica Gorizia - Genertel Trieste                |
| Incasso         | 120.870.000 lire | 97/98 A2       | Dinamica Gorizia - Genertel Trieste                |
| Audience TV     | 998.000          | 88/89 A2       | Fantoni Udine - San Benedetto Gorizia              |
| Max punti real. | 132              | 79/80 A2       | Pagnossin Gorizia - Pallacanestro Cagliari 132-102 |
| Max scarto      | +43              | 63/64 A        | Goriziana - Marina La Spezia 108-65                |